# Уралски езици
Уралските езици образуват езиково семейство от около 20 езика, говорени от приблизително 20 милиона души. Името на семейството сочи към предполагаемото място на формиране на езиците в близост до планината Урал. Значителен брой говорещи на уралски езици има в Естония, Финландия, Унгария, Норвегия, Румъния, Русия, сръбската провинция Войводина и Швеция. Най-говорените уралски езици са естонският, финският и унгарският.

## Родословно дърво
Въпреки че вътрешната структура на уралското семейство е спорна от времето на първоначалната хипотеза за семейството, две подсемейства, угро-финско и самоедско са признати за отличаващи се едно от друго.
Полагани са много усилия, за да се установи връзката между уралските езици и езиците от другите главни езикови семейства в света. Вероятно най-малко противоречива, макар че всички подобни хипотези са спорни, е връзката между уралските езици и юкагирския. В миналото много популярни са хипотезите за особена връзка с алтайските езици, но през последните десетилетия те губят почва.
Теориите, включващи уралското семейство в хипотетични суперсемейства са:
- урало-алтайска
- евразиатска
- урало-дравидийска
- Урало-индоевропейска
- урало-юкагирска
- ностратическа
- протосветовна

### Класификация на езиците
Следва традиционната класификация на уралските езици. Остарелите имена са в курсив.
самоедски езици
- северносамоедски езици
  - енецки език (йенецки език, енисейско-самоедски) – почти изчезнал
  - ненецки език (юрак)
  - нганасански език (тавги, тавги-самоедски)
- южносамоедски езици
  - камасийски език
  - матор
  - селкупски език (остяк-самоедски)

угро-фински езици
- угърски езици
  - унгарски език
  - об-угърски езици
    - хантийски език (остяк)
    - мансийски език (вогул)
- фино-пермски езици
  - коми (коми-зирянски, зирянски)
  - коми-пермякски език
  - удмуртски език (вотякски)
- фино-черемиски езици
  - марийски (черемиски)
- фино-мордовски езици
  - мордовски езици
    - ерзянски език
    - мокшански език

  - меря (несигурна класификация, изчезнал)
  - муромски език (несигурна класификация, изчезнал)
- саамски езици (лапски, лапландски)
  - западносаамски езици
    - луле-саамски език
    - пите-саамски език – почти изчезнал
    - южносаамски език
    - уме-саамски език – почти изчезнал
    - северносаамски език

  - източносаамски езици
    - акала-саамски език – почти изчезнал
    - кайну-саамски език – изчезнал
    - кеми-саамски език – изчезнал
    - килдин-саамски език
    - сколт-саамски език
    - тер-саамски език – почти изчезнал
    - инари-саамски език
- балто-фински езици
  - естонски език
  - фински език (включително меанкиели, квен-фински език и ингрийско-фински език)
  - ижорски език – почти изчезнал
  - карелски език
  - людски език
  - олонецко-карелски език
  - ливонски език – почти изчезнал
  - вепски език
  - въруски език
  - вотски език – почти изчезнал